# Alekszej Ivanovics Jekimov
Alekszej Ivanovics Jekimov (oroszul: Алексей Иванович Екимов) (?, 1945. február 28. –) kémiai Nobel-díj-as orosz fizikus, aki a Vavilov Állami Optikai Intézetben dolgozva fedezte fel a kvantumpontokként ismert félvezető nanokristályokat.

## Élete
1967-ben diplomázott a Leningrádi Állami Egyetem fizikai karán. 1975-ben elnyerte a Szovjetunió Állami Tudományos és Műszaki Díját a félvezetők elektronspin (sajátperdület) orientációjával kapcsolatos munkájáért. Az Amerikai Optikai Társaság 2006-os R. W. Wood-díjának társdíjasa "nanokristályos kvantumpontok felfedezéséért, valamint elektronikus és optikai tulajdonságaik úttörő tanulmányozásáért".
1999 óta az Egyesült Államokban él és dolgozik a Nanocrystals Technology tudósaként, egy New York állambeli székhelyű vállalatnál.
Jekimov, Moungi Bawendivel és Louis E. Brusszal megosztva elnyerte a 2023-as kémiai Nobel-díjat, „kvantumpontok felfedezéséért és szintéziséért”.